# (11349) Witten
(11349) Witten (1997 JH16) – planetoida z grupy pasa głównego asteroid okrążająca Słońce w ciągu 3,68 lat w średniej odległości 2,38 j.a. Odkryta 3 maja 1997 roku.
Nazwa planetoidy (11349) Witten została nadana na cześć dwóch amerykańskich fizyków Louisa Wittena i jego syna Edwarda Wittena.